# ロナルド・オア＝ユーイング (第5代準男爵)
第5代準男爵サー・ロナルド・アーチボルド・オア＝ユーイング(英語: Sir Ronald Archibald Orr Ewing, 5th Bt.、1912年5月14日-2002年9月14日)は、イギリスの陸軍軍人、準男爵。

## 経歴
1912年5月14日、第4代準男爵ノーマン・オア＝ユーイングとその妻ローラ(旧姓ロバーツ)の間の長男として生まれる。
イートン校を経てサンドハースト王立陸軍士官学校へ進学。スコッツガーズに入隊し、第二次世界大戦の北アフリカ戦線に従軍したが、1942年にトブルクで捕虜になり、終戦まで捕虜収容所に拘束されていた。
1957年にはパースシャーの治安判事、1963年にはパースシャーの副統監となる。
1960年3月26日に父が死去し、第5代準男爵位を継承した。
1965年から1969年にかけてフリーメイソンのスコットランド・グランドロッジ・グランドマスターを務めた。フランスやカナダのフリーメイソンとの交流に努め、また英領香港にも訪問した。香港のゼットランド・ホールには現在でも彼の肖像画が飾られている。
2002年9月14日に死去した。

## 家族
1938年にマリオン・キャメロンと結婚し、彼女との間に第6代準男爵位を継承する長男アーチボルド・オア＝ユーイング以下2男2女を儲ける。